# Farfour
Farfour/Farfur (فرفور — ☀ une souris en arabe) est le nom d'un personnage de fiction apparaissant dans cinq épisodes (avril à juin 2007) de l'émission Les Pionniers de demain sur la chaîne de télévision Al-Aqsa TV, affiliée au mouvement palestinien Hamas. Farfour a les traits physiques de Mickey Mouse.

## Un Mickey islamiste
En mai 2007, une copie de Mickey Mouse nommée Farfour a été utilisée dans la série télévisée Les Pionniers de demain, sur la chaîne Al-Aqsa TV affiliée au Hamas. Ce personnage sert à l' « éducation » des enfants et prône l'idéologie du Hamas. Des propos très politisés ont ainsi été proférés par le personnage : « Nous préparons avec vous la pierre angulaire pour la conduite du monde sous la domination islamique. […] Vous devez faire attention lors de vos prières et aller à la mosquée pour chacune des cinq prières [quotidiennes] […] jusqu'à ce que nous puissions diriger le monde.»
Le ministre palestinien de l'information demandant aux représentants du Hamas de revoir le programme.
Le personnage est plus tard battu à mort par un israélien et remplacé deux semaines plus tard par un nouveau personnage, son cousin le bourdon Nahoul.
La réaction la plus vive ne provient pas de la société Disney mais de Diane Disney Miller, fille de Walt, qui déclara que le Hamas était le « vrai diable » en utilisant le personnage de Mickey pour instruire le radicalisme islamique aux enfants.